# Australian Recording Industry Association
Australian Recording Industry Association (ARIA) er en handelsorganisation, der blev etableret i 1983 af seks større pladeselskaber EMI, Festival Records, CBS, RCA, WEA og Universal, som derved erstattede det tidligere Association of Australian Record Manufacturers (AARM), der blev grundlagt i 1956. Det holder tilsyn med indsamling, administrering og distribution af musiklicenser og ophavsrettigheder. Organisationen består af over 100 medlemmer lige fra små pladeselskaber, der drives af en til fem person til forholdsvis store organisationer til de meget store pladeselskaber med international tilslutning. ARIA administreres af en række direktører, som omfatter folk af overordnet ledelse i pladeselskaberne både store og små. I marts 2009 var direktørerne Ed St. John, Denis Handlin, George Ash, Mark Poston, Sebastian Chase og David Vodica.